# Henicus promontori
Henicus promontori är en insektsart som beskrevs av Louis Albert Péringuey 1916. Henicus promontori ingår i släktet Henicus och familjen Anostostomatidae. Inga underarter finns listade i Catalogue of Life.